# アメリカで最も嫌われた女性
『アメリカで最も嫌われた女性』（アメリカでもっともきらわれたじょせい、The Most Hated Woman in America）は2017年に配信されたアメリカ合衆国の伝記映画。監督はトミー・オヘイヴァー、主演はメリッサ・レオが務めた。
日本語題としては『アメリカ一嫌われた女性』（アメリカいちきらわれたじょせい）もある。

## ストーリー
1995年8月27日、マデリン・マーレイ・オヘアとその家族が突如として行方をくらました。オヘアの知人が親族や警察に失踪を連絡したが、その反応は極めて冷淡なものであった。オヘアは無神論者の活動家であり、1963年には「公立学校での聖書朗読の授業は違憲である」という最高裁判決を勝ち取った。以降もオヘアは精力的な活動を行っていたが、それが原因で世間どころか親族からもそっぽを向かれていた。信仰心を持つ人間にとって、彼女の運動は信仰への冒涜にほかならないと映ったのである。
本作はそんなオヘアの生涯を辿ると共に、何故彼女が誘拐されるに至ったのかを解き明かしていく。

## キャスト
※括弧内は日本語吹替
- マデリン・マーレイ・オヘア（英語版）: メリッサ・レオ（勝生真沙子）
- デヴィッド・ウォーターズ: ジョシュ・ルーカス（てらそままさき）
- ジョン・ガース・マーレイ: マイケル・チャーナス（英語版）（武田幸史）
- ゲイリー・カー: ロリー・コクレーン（遠藤純一）
- ウィリアム・J・マーレイ（ビリー・ボーイ）: ヴィンセント・カーシーザー（川島得愛）
- レナ・クリスティーナ: サリー・カークランド
- ジャック・ファーガソン: アダム・スコット
- ロビン・マーレイ・オヘア: ジュノー・テンプル（石井未紗）
- ダニー・フライ: アレックス・フロスト
- ロイ・コリアー: ブランドン・マイケル・スミス
- ボブ・ハリントン牧師: ピーター・フォンダ
- ジョン・メイズ: ライアン・カトロナ（英語版）
- ラッツ先生: アンナ・キャンプ（きそひろこ）
- その他の日本語吹き替え：あべそういち／大隈健太／赤城進／もりなつこ／長谷川敦央／森田了介／橋本雅史／山本祥太／入江純／保村真／各務立基

日本語版スタッフ：演出：高田浩光、翻訳：吉田裕子、制作：JVCケンウッド・ビデオテック

## 製作・公開
2015年7月8日、ネットフリックスが本作に出資することになり、監督にトミー・オヘイヴァー、主演にメリッサ・レオが起用されたと報じられた。2016年3月、ピーター・フォンダ、サリー・カークランド、ロリー・コクレーンらがキャスト入りした。4月、本作の主要撮影が開始した。
2017年3月14日、本作はサウス・バイ・サウスウエストでプレミア上映された。

## 評価
本作に対する批評家の評価は伸び悩んでいる。映画批評集積サイトのRotten Tomatoesには16件のレビューがあり、批評家支持率は44%、平均点は10点満点で4.6点となっている。また、Metacriticには6件のレビューがあり、加重平均値は41/100となっている。
『バラエティ』のピーター・デブルージは「観客の予想通りの出来映えの映画である。平均的なテレビ映画よりは出来が良いが、普通の劇場公開作品には劣る出来である。」と述べている。